# Russell (mansnamn)
Russell är ett mansnamn.

## Personer med mansnamnet
- Edward Russell Ayrton (1882–1914), brittisk arkeolog
- Russel Crouse (1893–1966), amerikansk dramatiker
- Russell Crowe (född 1964), nyzeeländsk-australisk skådespelare
- Russell T. Davies (född 1963), brittisk manusförfattare
- Russell Fry (född 1985), amerikansk politiker
- Benjamin Russel Hanby (1833–1867), amerikansk kompositör
- Russel Honoré (född 1947), amerikansk general
- Russell A. Hulse (född 1950), amerikansk fysiker
- Russell Kirsch (1929–2020), amerikansk datavetare
- Russell Means (1939–2012), amerikansk skådespelare
- Russell Simmons (född 1957), amerikansk entreprenör
- Alfred Russel Wallace (1823–1913), brittisk biolog